# 定義篇
《定義篇》是柏拉圖學派的一篇根本概念定義集，雖託名柏拉圖本人但自古便被認爲是僞作。古代有學者認爲其作者爲柏拉圖學院第二任學院長斯珀西波斯。
從現代學者的角度來看，《定義篇》中的184個單詞定義沒有任何哲學價值，而僅僅是作爲考證古代柏拉圖學院派的文獻資料使用。